# Julia Migenes
Julia Migenes (Nova York (USA), 13 de març, 1943), és una soprano nord-americana que treballa principalment en el repertori de teatre musical. Va néixer al Lower East Side de Manhattan de pares d'origen irlandès i porto-riqueny. (El seu padrastre era d'ascendència grega.) De vegades se l'acredita com a Julia Migenes-Johnson. Va assistir a la "High School of Music & Art" de la ciutat de Nova York.
Julia Migenes va interpretar la segona filla de Tevye, Hodel, a la producció original de Broadway del musical de llarga durada Fiddler on the Roof. Va interpretar Ciboletta a la pel·lícula de 1984 Eine Nacht in Venedig (reestrenada el 2008). També va protagonitzar la pel·lícula Carmen de 1984.

## Primera carrera a Broadway
Als set anys, Migenes va originar el paper de 'Ngana' a la primera gira nacional del musical de Rodgers i Hammerstein South Pacific; va alternar en el paper amb la seva germana Maria. També hi havia al repartiment el seu germà, John, en el paper de Jerome, i la seva germanastra Jeanette com a assistent de Bloody Mary (i acompanyant de Bloody Mary). Segons els informes, els germans van guanyar prou diners amb la gira per comprar a la seva família una petita casa al Bronx.
Va fer el seu debut a Broadway al musical Carnival! Va ser una substituta per al paper principal de 'Lili'. Migenes va interpretar el paper del 2 d'abril al 14 d'abril de 1962, quan l'actriu principal Anna Maria Alberghetti va prendre vacances.
Aleshores, Migenes va assumir el paper principal de "Maria" en el renaixement de Broadway de West Side Story de 1964, que va tenir una durada limitada del 8 d'abril al 2 de maig de 1964 a City Center.
Migenes va crear el paper de "Hodel", la segona més gran de les filles de Tevye al repartiment original de Broadway de Fiddler on the Roof. Si bé la producció va durar gairebé vuit anys (va durar més de 3.200 representacions i va guanyar nou premis Tony), el mandat de Migenes es va estendre des de la primera pre estrena de la producció el 17 de setembre de 1964 fins a l'1 d'abril de 1967. Mimi Turque la va succeir en el paper d'Hodel.

## Vida personal
Migenes s'ha casat quatre vegades. La primera vegada va ser als 18 anys a un cantant la identitat del qual encara es desconeix; la unió va ser anul·lada dos anys més tard, el 1963. El seu segon matrimoni amb Danjo Hotnik va acabar en divorci, però va portar a Migenes la seva primera filla, Martina (nascuda cap al 1975).
El 1979, Migenes es va casar amb Jervis Johnson, amb qui va tenir una segona filla, Jessica Allegra (nascuda el 1981). Es va casar amb el director de cinema hongarès Peter Medak el 1988; es van divorciar el 2003.

## Discografia seleccionada
| - Fiddler on the Roof (1964) - Operette (1981) - Julia Migenes sings (1981) - Latin Lady (1982) - Welterfolge (1983) - A Christmas Concert (1983) - Recital (1983) - Carmen film (1984) (àlbum de banda sonora de pel·lícula) - In Love (1985) - Das Schonste Von Julia Migenes (AMIGA) (1987) - Show Boat (1988) - Berlin Blues (1988) - The Seven Deadly Sins (1989) - Live at the Olympia (1989) - Mack the Knife (àlbum de banda sonora de pel·lícula) (1990) - Man of La Mancha (àlbum de repartiment d'estudi) (1990, reeditat 1996) | - Prodigal Daughters (1923) - La voix humaine (1991) - Rags (1991) - Kismet (1991) (àlbum de repartiment d'estudi) - Carmen (1991) - Vienna (1993) - Smile (with Michael Kamen) (1994) - 100 ans de Cinema (1995) - Lulu (1998) - Robert Stolz (1999) - Franz Lehár (1999) - Infamia, Tangos de Barcelona (2000) - La Argentina (2003) - Le Meilleur de Julia (2004) - Alter Ego (2006) - Hollywood Divas (2009) |

## Televisió
Migenes ha participat en alguns programes de televisió, inclosos:
- Top C's and Tiaras (1983-84) Canal 4, Regne Unit: 6 episodis (més 2 episodis pilot) de cançons d'opereta i teatre musical.[12] Entre els cantants habituals hi havia Marilyn Hill Smith i Peter Morrison. Entre els cantants convidats hi havia Benjamin Luxon, Jean Bailey, Linda Ormiston, Jill Washington, Hugh Hetherington, Neil Jenkins i Laurence Dale.

- The Twilight Zone "Grace Note" (1986)
- Webster "Leave It to Diva" (1987)
- Magnum, P.I.. "Principi del plaer" (1987)

## Pel·lícules
- Carmen, (film, 1984) com Carmen
- Berlin Blues (1988) com Lola
- Mack the Knife (1989) com Jenny Diver
- The Krays (1990) com Judy Garland (sense acreditar)

## Òpera
- Lulu (Alban Berg). DVD 1980, Metropolitan Opera Co.